# الخریبات
الخریبات یک منطقهٔ مسکونی در سوریه است که در استان طرطوس واقع شده‌است.

## خصوصیات
الخریبات ۱٬۴۶۴ نفر جمعیت دارد.